# Grand Prix UNIRE
Le Grand Prix UNIRE (Unione nazionale incremento razze equine (it), « Union nationale pour l'amélioration des races équines ») est une ancienne course hippique de trot attelé qui se déroulait au mois de juin ou juillet sur l'hippodrome de San Siro à Milan (Italie).
Épreuve internationale de Groupe I réservée aux chevaux de 4 à 10 ans, elle se courait sur la distance de 1 600 ou 2 100 mètres, départ à l'autostart. L'année de sa dernière édition, en 2007, l'allocation s'élevait à 165 000 €.

## Palmarès
| Année | Cheval             | Pays       | Distance | Temps  | Père             | Driver             |
| 2007  | Equinox Bi         | Italie     | 1 600 m  | 1'11"4 | Valley Boss Bi   | Jan Nordin         |
| 2006  | Kool du Caux       | France     | 2 100 m  | 1'12"4 | Bijou du Bignon  | Jos Verbeeck       |
| 2005  | Lejacque d'Houlbec | France     | 1 600 m  | 1'11"4 | Workaholic       | Andrea Guzzinati   |
| 2004  | Java d'Arche       | France     | 1 600 m  | 1'12"3 | Baccarat du Pont | Jos Verbeeck       |
| 2003  | Freiherr As        | Allemagne  | 1 600 m  | 1'12"1 | Diamond Way      | Thomas Panschow    |
| 2002  | Varenne            | Italie     | 2 100 m  | 1'13"5 | Waikiki Beach    | Giampaolo Minnucci |
| 2001  | Jackhammer         | Suède      | 2 100 m  | 1'12"9 | Demilo Hanover   | Ulf Nordin         |
| 2000  | Varenne            | Italie     | 1 600 m  | 1'11"7 | Waikiki Beach    | Giampaolo Minnucci |
| 1999  | Uniforz            | Italie     | 2 100 m  | 1'13"3 | Crown's Cristy   | Andrea Guzzinati   |
| 1998  | No Nonsense Woman  | États-Unis | 1 600 m  | 1'12"2 | Sierra Kosmos    | Mauro Biasuzzi     |
| 1997  | Crowning Classic   | États-Unis | 1 600 m  | 1'13"3 | Crowning Point   | Mauro Baroncini    |
| 1996  | Triple T. Storm    | États-Unis | 2 100 m  | 1'14"  | Triple T. Crown  | Jos Verbeeck       |
| 1995  | Bullville Victory  | États-Unis | 2 100 m  | 1'15"  | Valley Victory   | Torbjörn Jansson   |
| 1994  | Uconn Don          | États-Unis | 2 100 m  | 1'13"2 | Super Bowl       | Andrea Bavaresi    |
| 1993  | Meadow Prophet     | États-Unis | 2 100 m  | 1'14"  | Speedy Somolli   | Lars Gustafsson    |
| 1992  | Crown's Invitation | États-Unis | 2 100 m  | 1'13"8 | Speedy Crown     | Pietro Gubellini   |
| 1991  | Beseiged           | États-Unis | 2 100 m  | 1'13"9 | Speedy Somolli   | Lennart Forsgren   |
| 1990  | Bravur Sund        | Suède      | 2 100 m  | 1'14"7 | Crown's Cristy   | Mauro Baroncini    |
| 1989  | Friendly Face      | États-Unis | 2 100 m  | 1'13"8 | Speedy Somolli   | Pekka Korpi        |
| 1988  | Clash Hammering    | Suède      | 2 100 m  | 1'14"7 | Count's Pride    | S.-H. Johansson    |
| 1987  | Big Spender        | Suède      | 2 100 m  | 1'14"3 | Tibur            | Berth Johansson    |
| 1986  | Mack the Knife     | Suède      | 2 100 m  | 1'14"5 | Pershing         | S.-H. Johansson    |
| 1985  | Grand Rapids       | États-Unis | 2 100 m  | 1'15"7 | Speedy Crown     | Anselmo Fontanesi  |
| 1984  | Keystone Patriot   | États-Unis | 2 100 m  | 1'14"8 | Hickory Pride    | Veijo Heiskanen    |
| 1983  | Keystone Patriot   | États-Unis | 2 100 m  | 1'15"5 | Hickory Pride    | Veijo Heiskanen    |